# 中畑村 (愛知県)
中畑村（なかばたむら）は、かつて愛知県幡豆郡にあった村である。
現在の西尾市の一部（中畑・中畑町など）に該当する。

## 歴史
- 1878年（明治11年） - 上中畑村、下中畑村が合併し、中畑村となる。
- 1889年（明治22年）10月1日 - 町村制により、中畑村が発足。
- 1906年（明治39年）5月1日 - 平坂村、西野町村の一部（田貫）、奥津村 の大部分（山田、富山、上矢田、羽塚、下矢田、国森、新在家）と合併し、平坂村が発足。同日中畑村は廃止。
- 1953年（昭和28年）12月15日 - 西尾町と平坂町の一部（田貫、中畑、国森、新在家）が合併し市制施行。西尾市となる。